# Grupo Florida
Die Grupo Florida (spanisch: Florida-Gruppe) war eine literarische Vereinigung in Buenos Aires, Argentinien. 
In den 1920er Jahren schlossen sich avantgardistische Schriftsteller unter dem Credo „L’art pour l’art“ zusammen. Ihren Namen leiteten sie von einer der modernsten Straße von Buenos Aires, der Calle Florida, ab. Sprachrohr ihrer Vereinigung und auch Plattform erster Veröffentlichungen waren die Zeitschriften Proa und Martín Fierro. Durch letztere wurden sie anfangs gelegentlich auch Grupo Martín Fierro (Martínfierristas) genannt. Dieser Name verweist auf das argentinische Nationalepos El gaucho Martín Fierro von José Hernández. 

## Bekannte Mitglieder
- Aquiles Badi (1894–1976)
- Héctor Basaldúa (1895–1976)
- Francisco Luis Bernárdez (1900–1978)
- Antonio Berni (1905–1981)
- Jorge Luis Borges (1899–1986)
- Norah Borges (1901–1998)
- Horacio Butler (1897–1983)
- Emilio Centurión (1894–1970)
- Macedonio Fernández (1874–1952)
- Raquel Forner (1902–1988)
- Oliverio Girondo (1891–1967)
- Norah Lange (1905–1972)
- Eduardo González Lanuza (1900–1984)
- Leopoldo Marechal (1900–1970)
- Evar Méndez (1855–1955)
- Horacio Rega Molina (1899–1957)
- Ricardo Molinari (1898–1996)
- Victoria Ocampo (1890–1979)
- Pelegrina Pastorino (1902–1988)
- Emilio Pettoruti (1892–1971)
- Juan del Prete (1897–1987)
- Conrado Nalé Roxlo (1898–1971)
- Xul Solar (1887–1963)
- Lino Enea Spilimbergo (1896–1964)
- Raúl González Tuñón (1905–1974)